# Арденский канал
Арденский канал (фр. Canal des Ardennes) — судоходный водораздельный канал во Франции габарита Фрейсине длиной 88 км, соединяющий бассейны Мааса и Эны.

## Характеристика
Длина Арденского канала составляет 87 779 м, в нём имеется 44 шлюза (37 со стороны Эны и 7 со стороны Мааса) и туннель в Сент-Эньяне. Первоначально он был на 5,5 км длиннее и входил в Эну дальше вниз по течению, но этот участок был позже обойдён Латеральным каналом Эны в 1841 году.
Канал начинается от деревни Понт-а-Бар (в коммуне Дом-ле-Мениль) с соединения с боковым каналом вниз по течению от Вьё-лез-Асфельда. Первая часть канала имеет длину 39 км и пересекает порог между долинами Мааса и Эны, следуя по долине реки Бар, с коротким проходом через туннель в Сент-Эньян. Эта часть канала до уровня вершины снабжается водой из искусственного озера Берон, которое питает одноимённая река, приток Мааса. После достижения верхней точки канал быстро спускается к Эне через серию из 27 шлюзов всего за 9 км начиная от Семюи канал близко следует за руслом Эны. Местами он даже проходит по старому извилистому руслу реки. Со стороны Эны канал питается непосредственно от неё через водозаборы в коммунах Вузье, Рилли, Живри, Бьерм и Асфельд.
Со стороны Эны ветвь Вузье длиной 12 км поднимается на 9 м (по течению реки Эна) через 4 шлюза в Вузье.
Канал состоит из двух отдельных секций и двух серий шлюзов. Первая секция — участок от Мааса до реки Эна на стыке с веткой Вузье (от Понт-а-Бар до Семюи, 39 км). Вторая секция — это часть канала, параллельная Эне, которая начинается у Вузье и продолжается до Вьё-лез-Асфельда и составляет 61 км.
- Высота у Вьё-лез-Асфельда: 60,55 м над уровнем моря.
- Высота у Понт-а-Баром: 151,30 м
- Высота на высшей точке канала: 165 м
- Средняя высота шлюза: 2,68 м
  - В бассейне Эны: 2,70 м
  - В бассейне Мааса: 2,57 м.

## Порты
Самый важный порт на Арденском канале — Ретель. Кроме этого бухты и стоянки для судов есть в коммунах Ретель, Аттиньи, Семюи, Вузье и Ле-Шен.

## История
Первые проекты канала появились в 1684 году при министерстве Франсуа-Мишеля Лувуа и состояли в использовании и расширении русла реки Бар, которое было тогда судоходным. В течение последующих десятилетий были высказаны различные предложения. Наконец, в июне 1776 года, почти столетие спустя, принц Конти получил разрешение на строительство и эксплуатацию канала. Однако, принц умер в августе 1776 года и ничего не было сделано. После Великой французской революции 1789 года Учредительное собрание возобновило проект, но обнаружило ошибку в предыдущих исследованиях, и проект вновь не был реализован.
В «VIII году» (1800 год) местные генеральные советники напомнили правительству о проекте. Префект Жозеф Френ поддержал строительство канала и отстаивал его, основываясь на новом маршруте, в докладе 4 октября 1800 года министру внутренних дел Люсьену Бонапарту. Следующий министр внутренних дел учёный Жан-Антуан Шапталь согласился начать строительство, но выделил очень ограниченные средства. В результате работы проходили медленно. Строительство пошло быстрее во время реставрации Бурбонов, когда в 1820 году был выделен кредит для финансирования проекта.
Открытие канала состоялось в 1827—1835 годах. В 1842—1846 годах он был модернизирован. Ответвление Вузье было открыто в 1836 году. На отрезке канала, параллельного Эне ниже по течению от шлюза № 26 в Рилли, до ввода в строй плотин части судоходного канала были соединены рядом искусственных участков.
С 1842 по 1845 год проводилась модернизация, что включало создание водохранилища и искусственного озера Берон

## Галерея
- Шлюз № 4 и тоннель.
- Шлюз № 5 в Сен-Эньян.
- Канал в Омикуре.
- Канал в Вандресс.
- Канал в Мальми.
- Мост через канал в Амбли-сюр-Бар.
- Канал в Кассин.
- Канал в Ле-Шен.
- Шлюз в Монгоне.
- Долина шлюзов.
- Канал в Семюи.
- Канал Вузье в Вризи.
- Шлюзы в Рилли.
- Порт Атиньи.
- Канал в Аттиньи.
- Мост через канал в Амбли-Флёри.
- Шлюз № 8 в Тюньи-Трюньи.
- Шлюз № 1 в Тюньи-Трюньи.
- Канал в Эр.
- Шлюз во Вьё-лез-Асфельд.